# Туризм на Шри-Ланке

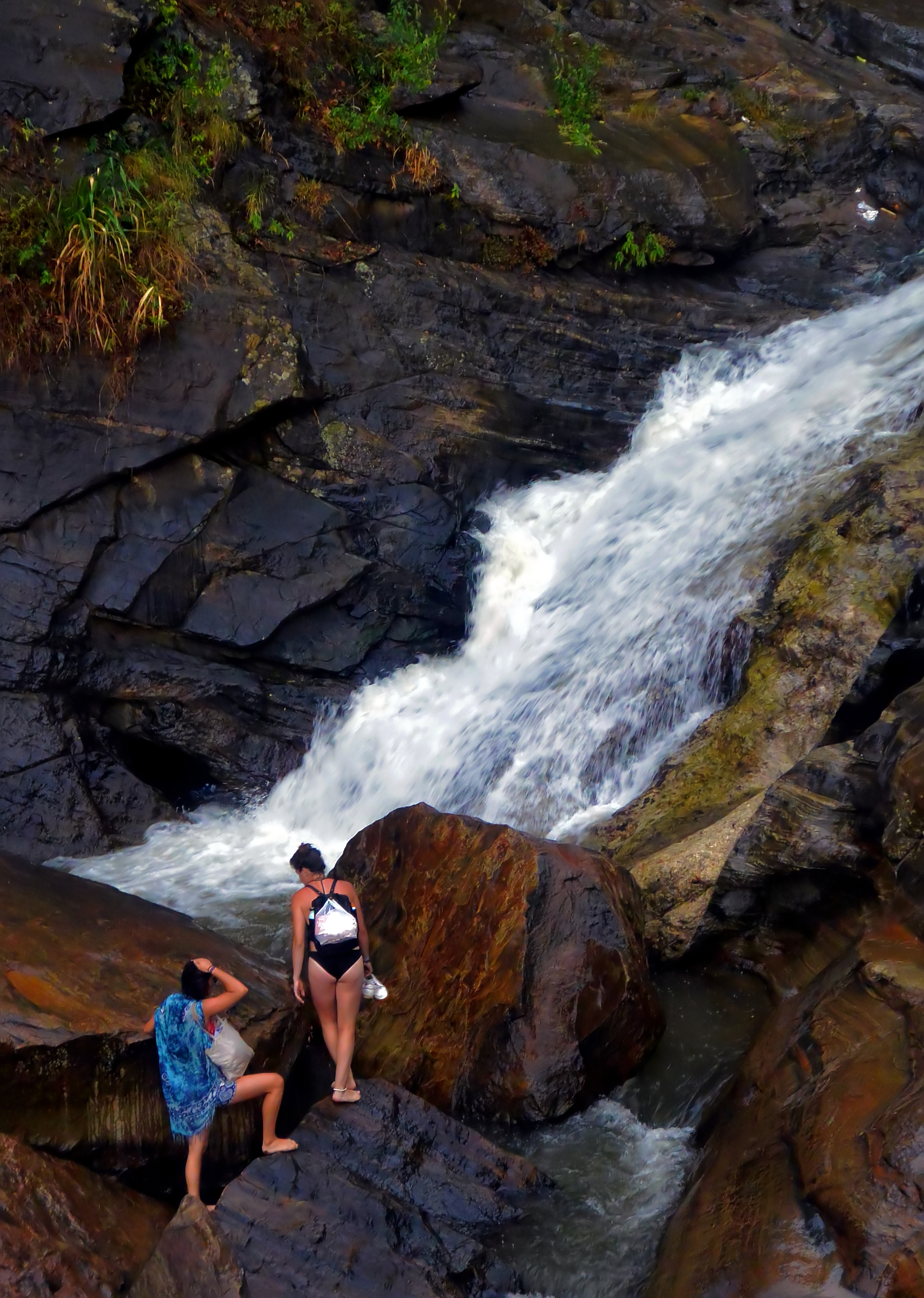
Туристы у одного из водопадов шри-ланкийского нагорья

Туризм на Шри-Ланке является одной из наиболее развитых отраслей экономики, чему способствует наличие в стране большого количества как исторических, так и природных достопримечательностей. По состоянию на 2011 год, 8 объектов Всемирного наследия на Шри-Ланке подразделяются на 7 культурных объектов и 1 природный объект. 2 культурных объекта признаны шедеврами человеческого гения (критерий i).

## Исторические достопримечательности

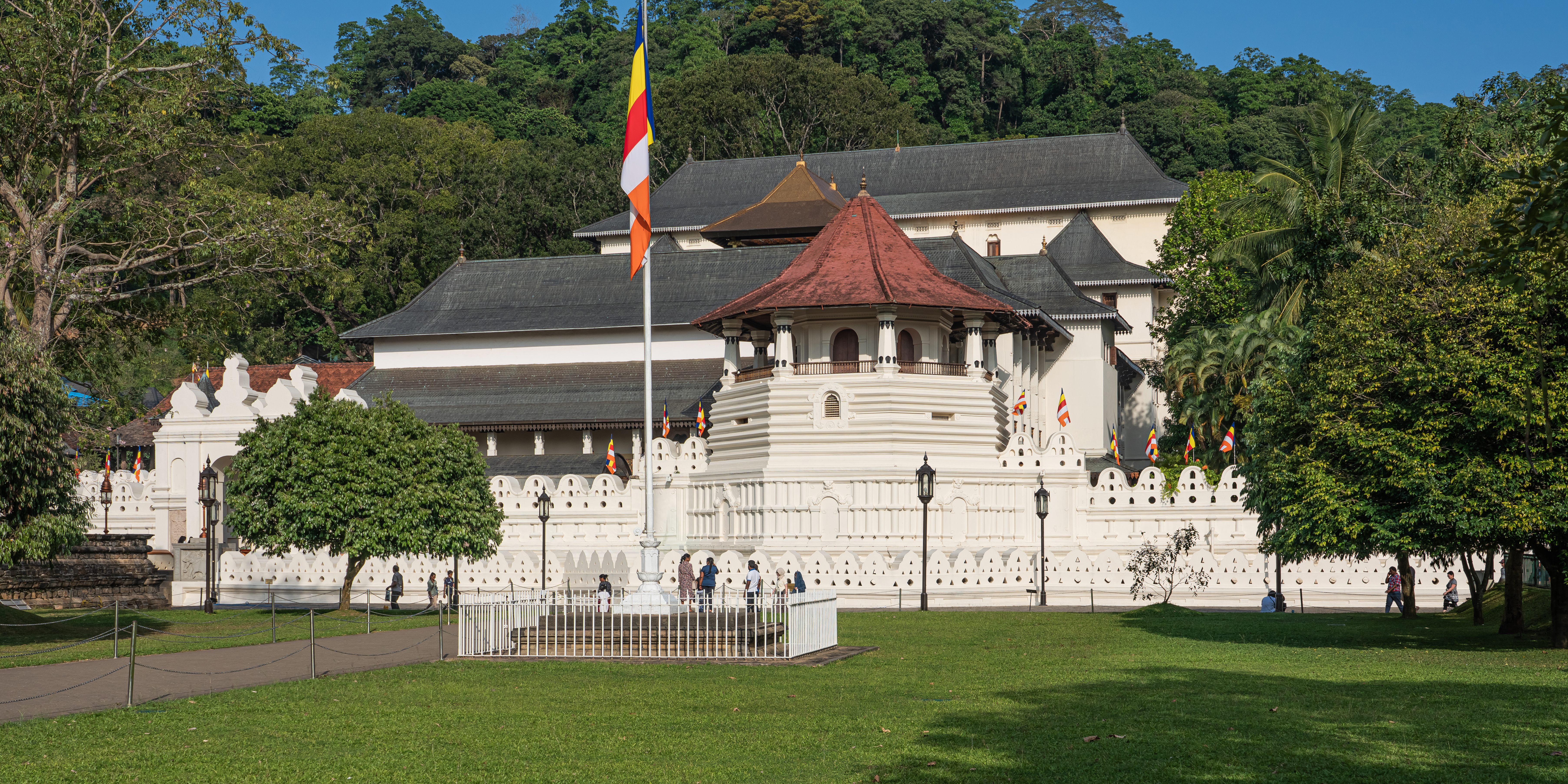
Храм Зуба Будды

Исторические достопримечательности сосредоточены в центральной части страны, так называемом «Культурном треугольнике» («Ancient Cities»), в который входят города Дамбулла с одноимённым храмом, Полоннарува, Анурадхапура, Михинтале и плато Сигирия. Вторым центром области достопримечательностей является Канди и Нувара-Элия (переводится как «город света»). «Культурный треугольник» — это область древней, двухтысячелетней истории сингалезских королевств и империи, Канди и Нувара-Элия — новой истории, в составе Британской империи.
На территории страны находится несколько всемирно значимых буддийских реликвий: дерево Бодхи в Анурадхапуре — «потомок» священного баньяна из индийской Бодх-Гайи, под которым обрел просветление Гаутама Будда. В средние века буддисты получили ветвь баньяна из Индии. Из этой ветви выросло дерево. Когда баньян в Бодх-Гайе умер от старости, ветвь дерева со Шри-Ланки отправили назад, и из этой ветви вновь возродился священный баньян в Бодх-Гайе, на прежнем месте. Храм Зуба Будды в Канди официально содержит в себе зуб Будды, унесённый с места кремации тела Гаутамы Будды, единственное оставшееся материальное свидетельство существования Гаутамы Будды. История с этим зубом темна и сомнительна, вплоть до сомнений в существовании самого зуба как такового в храме (он, как таковой, никому не показывается).

## Природные достопримечательности

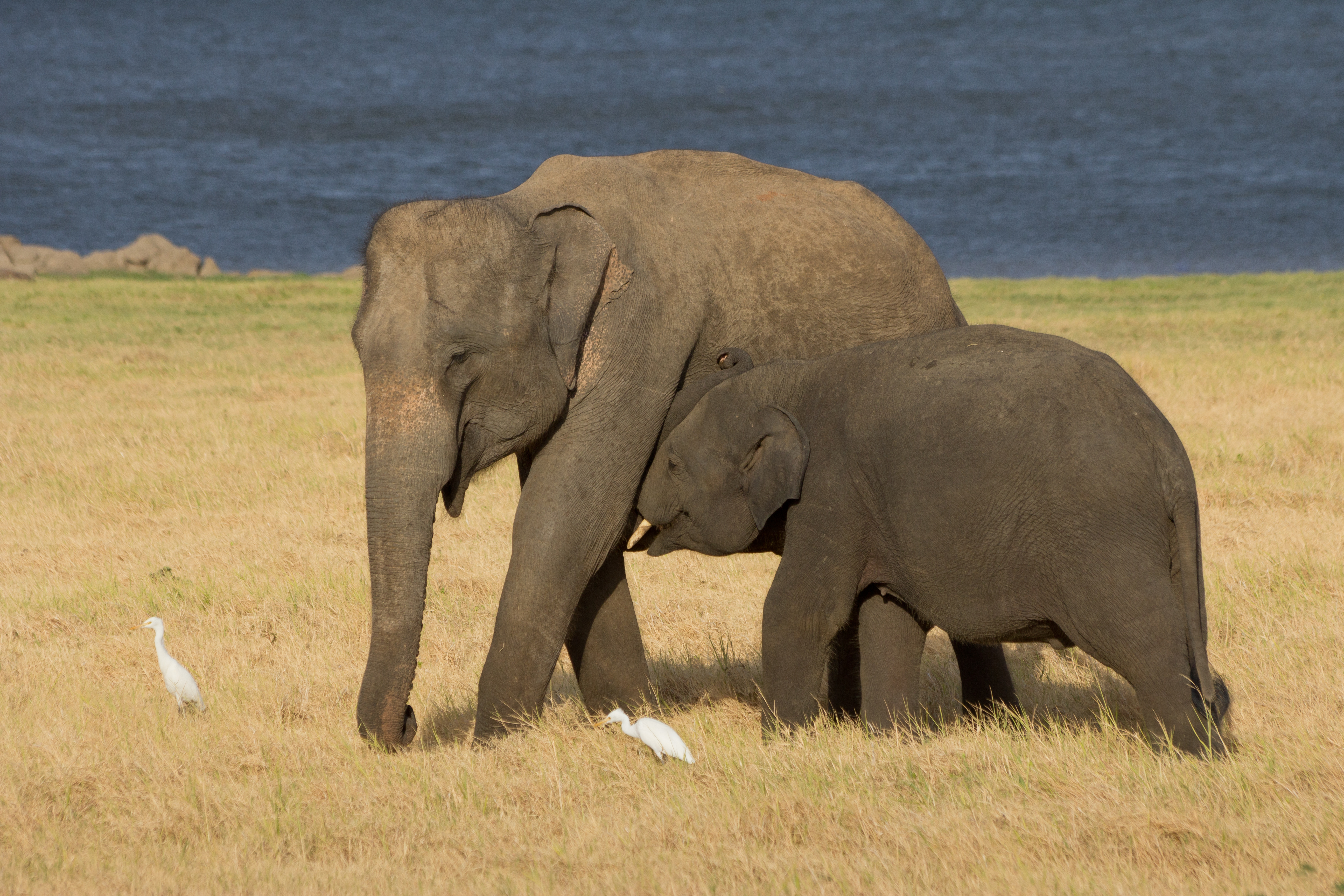
Слоны в национальном парке Миннерия

Природные достопримечательности — это многочисленные заповедники, сохраняющие богатый животный и птичий мир острова, такие как национальный парк Яла на юге, национальный парк Уилпатту на северо-западе и множество других, более мелких, но не менее интересных, в особенности для любителей птиц. Кроме того, Шри Ланка примечательна тем, что в ней единственной до сих пор сохранилось значительное количество свободно живущих в природе диких индийских слонов.